# COMMD
COMMD (COMM doménu obsahující proteiny) je skupina asi deseti málo známých, ale evolučně konzervovaných bílkovin (COMMD1-COMM10) blízce příbuzných proteinu MURR1 (též COMMD1, z copper metabolism gene MURR1). COMMD1 ovlivňuje NF-κB signalizaci svou vazbou na chromatin v jádře, hraje však také roli v regulaci metabolismu mědi (mutace COMMD1 způsobuje měďovou toxikózu psů). COMMD proteiny se všechny vážou na protein CCDC22 a poruchy této vazby mohou hrát roli ve vzniku X-vázané intelektuální nedostatečnosti. Bylo ukázáno, že COMMD8 stimuluje degradaci I-κB a tím zvyšuje aktivitu NF-κB, COMMD1 však, zdá se, má účinky opačné.